# Upper Sandusky, Ohio
Upper Sandusky là một thành phố thuộc quận Wyandot, tiểu bang Ohio, Hoa Kỳ. Năm 2010, dân số của thành phố này là 6596 người.

## Dân số
- Dân số năm 2000: 6533 người.
- Dân số năm 2010: 6596 người.